# Titularbistum Tricca
Tricca auch Tricale (oder Tricala) (ital.: Tricala) ist ein Titularbistum der römisch-katholischen Kirche. 
Trikala, wie die Stadt heute heißt, liegt am Westende der thessalischen Ebene in Griechenland. Antike Hinweise besagen, dass dieser Ort als Heimat des Äskulap, des Gottes der Heilkunde gilt. Nicht weit vom Asklepios-Tempel steht die Burg von Trikala, sie wurde auf Überresten der hellenistischen Epoche in byzantinischer Zeit, auf die auch der Bischofssitz zurückführt, erbaut. 
| Titularbischöfe von Tricale |                                                                             | |                   |                   |
| Nr.                         | Name                                                                        | Amt | von               | bis               |
| 1                           | Godefridus Yerwerd OSB                                                      | Weihbischof in Osnabrück (Deutschland) später in Utrecht (Niederlande)                                                                                                   | 13. Februar 1471  | Januar 1483       |
| 2                           | Heinrich Schodehoet OSA                                                     | Weihbischof in Münster und Osnabrück (Deutschland) | 8. Januar 1494    | 1515              |
| 3                           | Johannes Meler OSA                                                          | Weihbischof in Münster und Osnabrück (Deutschland) | 18. Januar 1518   | 1529              |
| 4                           | Konrad Ferdinand Geist von Wildegg                                          | Weihbischof in Konstanz (Deutschland) | 18. Mai 1693      | 15. Januar 1722   |
| 5                           | Dionigi Pieragostini                                                        | | 24. Juni 1729     | 7. Mai 1732       |
| 6                           | José Francisco de San Buenaventura Martínez de Tejada y Díez de Velasco OFM | Weihbischof in Santiago de Kuba (Spanisch-Ostindien) | 3. September 1732 | 23. August 1745   |
| 7                           | Diego Martínez Garrido OS                                                   | emeritierter Bischof von Cartagena (Vizekönigreich Neugranada) | 22. August 1746   | 5. Februar 1757   |
| 8                           | André Teixeira Palha                                                        | Koadjutorbischof von Faro (Portugal) | 16. Dezember 1782 | 5. Dezember 1783  |
| 9                           | Francisco Antonio Pablo Sieni Flannings OFMCap                              | 25. Juni 1784 – 10. September 1787 Weihbischof in Santiago de Kuba 10. September 1787 – 23. November 1793 Weihbischof in San Cristóbal de la Habana (Spanisch-Ostindien) | 25. Juni 1784     | 18. Februar 1809  |
| 10                          | Luis Ignatius Peñalver y Cárdenas Titularerzbischof pro hac vice            | emeritierter Erzbischof von Guatemala (Guatemala) | 9. Mai 1805       | 17. Juli 1810     |
| 11                          | Josephe-Adolphe Gandy MEP                                                   | Apostolischer Koadjutorvikar von Pondicherry und Cuddalore (Britisch-Indien)                                                                                             | 16. März 1883     | 15. Januar 1889   |
| 12                          | Coloman Belopotoczky                                                        | Bischof der Österreichischen Militärdiözese (Österreich-Ungarn) | 22. Juli 1890     | 15. Dezember 1914 |
| 13                          | Natale Serafino                                                             | emeritierter Bischof von Chiavari (Königreich Italien) | 4. August 1917    | 2. September 1924 |
| 14                          | Robert Constant Lagae OP                                                    | Apostolischer Vikar von Niangar (Belgisch-Kongo/Demokratische Republik Kongo)                                                                                            | 18. Dezember 1924 | 10. Mai 1966      |